# Бърлингтън (окръг, Ню Джърси)
Вижте пояснителната страница за други значения на Бърлингтън.
Бърлингтън (на английски: Burlington) е окръг в щата Ню Джърси, САЩ. Бърлингтън е с население от 423 394 жители (2000 г.) и обща площ от 2122 км² (819 мили²). Маунт Холи е окръжен център на окръга. Бърлингтън е основан на 17 май 1694 г.